# Nmap
Nmap este un scaner de securitate, scris inițial de către Gordon Lyon (cunoscut și sub pseudonimul de Fyodor Vaskovich) folosit pentru a descoperi host-uri și servicii într-o rețea de calculatoare, creând astfel o „hartă” a rețelei. Pentru a-și realiza obiectivul, Nmap trimite pachete special formatate la host-ul țintă și analizează apoi răspunsurile. Spre deosebire de multe scanere simple de porturi, care doar trimit pachete cu o frecvență constantă predefinită, Nmap ia în considerare și particularități ale rețelei (fluctuațiile de latență, traficul din rețea, interferența target-ului cu scanarea) în timpul procesului de scanare. 
|  |

## Caracteristici
Are aproximativ 15 metode de scanare diferite, 20 de opțiuni diferite ce pot fi utilizate pentru scanare, iar rezultatul poate fi prezentat în cel puțin 4 moduri diferite. Pentru toate aceste alegeri, mai există setările variabilei calendar și ale întârzierii pachetelor, care pot fi optimizate și modificate. De asemenea, datorită marii și activei comunități de utilizatori, ce furnizează feedback și contribuie la caracteristicile sale, Nmap a fost în măsură să-și extindă capacitățile de descoperire dincolo de simpla detecție dacă un host este „up” sau „down” și care porturi sunt deschise, respectiv închise; poate determina sistemul de operare al calculatorului țintă, numele și versiunile serviciilor care ascultă pe diverse porturi, timpul de funcționare estimat, tipul de dispozitiv și prezența unui firewall.

## Exemplu de output
```
Comandă: nmap -sV -T4 -O -A -v <host_țintă> 
Starting Nmap 5.35DC1 <http://nmap.org> at 2010-10-21 01:57 IST
NSE: Loaded 6 scripts for scanning.
Nmap scan report for <host_țintă> (<IP_țintă>)
Host is up (0.10s latency).
Not shown: 998 filtered ports
PORT      STATE   SERVICE  VERSION
80/tcp    open    http     Apache Tomcat/Coyote JSP engine 1.1
113/tcp   closed  auth

Running: Linux 2.6.X (96%), Cisco Linux 2.6.X (90%), HP embedded (89%), Riverbed embedded (87%)
Aggressive OS guesses: Linux 2.6.9 (96%), Linux 2.6.9 - 2.6.27 (96%), Linux 2.6.9 (CentOS 4.4) (95%), Linux 2.6.15 - 2.6.26 (92%), Blue Coat Director (Linux 2.6.10) (92%), Linux 2.6.26 (PCLinuxOS) (91%), Linux 2.6.11 (90%), HP Brocade 4Gb SAN switch (89%), Linux 2.6.22.1-32.fc6 (x86, SMP) (89%), Linux 2.6.28 (88%)
No exact OS matches for host (test conditions non-ideal).
Uptime guess: 35.708 days (since Wed Sep 15 08:58:56 2010)

Nmap done: 1 IP address (1 host up) scanned in 19.94 seconds
Raw packets sent: 2080 (95.732KB) | Rcvd: 24 (1.476KB)

TRACEROUTE (using port 113/tcp)
HOP RTT     ADDRESS
1   2.27 ms 192.168.254.4
Nmap done: 1 IP address (1 host up) scanned in 19.94 seconds
Raw packets sent: 2080 (95.732KB) | Rcvd: 24 (1.476KB)

```